# 1598
1598 (MDXCVIII) byl rok, který dle gregoriánského kalendáře započal čtvrtkem.

## Události
- 13. duben – Jindřich IV. Navarrský vydal Edikt nantský

### Probíhající události
- 1562–1598 – Hugenotské války
- 1568–1648 – Osmdesátiletá válka
- 1568–1648 – Nizozemská revoluce
- 1585–1604 – Anglo-španělská válka
- 1590–1600 – Povstání Jang Jing-lunga
- 1592–1598 – Imdžinská válka
- 1593–1606 – Dlouhá turecká válka

## Narození
Česko
- 4. listopadu – Arnošt Vojtěch z Harrachu, český šlechtic, duchovní a arcibiskup pražský († 25. října 1667)

Svět
- 23. ledna – François Mansart, francouzský architekt († 23. září 1666)
- 12. března – Guillaume Colletet, francouzský básník († 11. února 1659)
- 17. dubna – Giovanni Battista Riccioli, italský astronom († 25. června 1671)
- 23. dubna – Maarten Tromp, nizozemský admirál († 10. srpna 1653)
- 23. září – Eleonora Gonzagová, česká královna, manželka Ferdinanda II. († 27. června 1655)
- 7. listopadu – Francisco de Zurbarán, španělský malíř († 27. srpna 1664)
- 7. prosince – Gian Lorenzo Bernini, italský architekt a sochař († 28. listopadu 1680)
- ? – Baldassare Longhena, italský architekt († 18. února 1682)
- ? – Luigi Rossi, italský hudební skladatel († 20. února 1653)
- ? – Čchen Chung-šou, čínský malíř († 1652)
- ? – Bonaventura Cavalieri, italský matematik, astronom a fyzik († 30. listopadu 1647)
- ? – František z Magni, italský šlechtic, říšský hrabě a polní maršál († 7. prosince 1652)
- ? – Meleki Hatun, osmanská dvorní dáma (* 1656)

## Úmrtí
Česko
- 22. ledna – Jiří Bořita z Martinic, vysoký úředník Království českého (* 1532)
- ? – Anna Pouzarová z Michnic, šlechtična provdaná do rodu Kinských (* ?)

Svět
- 7. ledna – Fjodor I. Ivanovič, ruský car, poslední člen dynastie Rurikovců na carském trůně (* 11. května 1557)
- 10. února – Anna Habsburská, polská a švédská královna (* 16. srpna 1573)
- 28. června – Abraham Ortelius, vlámský kartograf (* 14. dubna 1527)
- 4. srpna – William Cecil, 1. baron Burghley, anglický státník (* 13. září 1520)
- 13. září – Filip II. Španělský, španělský král
- 18. září – Hidejoši Tojotomi, japonský daimjó, jeden ze tří sjednotitelů země (* 2. února 1536)
- 20. listopadu – Adam Bohorič, slovinský reformátor a jazykovědec (* 1520)
- ? – Džíva Gósvámí, indický básník a filosof (* 1513)
- ? – Hadım Hasan Paša, osmanský státník a velkovezír (* ?)

## Hlavy států
- České království – Rudolf II.
- Svatá říše římská – Rudolf II.
- Papež – Klement VIII.
- Anglické království – Alžběta I.
- Francouzské království – Jindřich IV.
- Polské království – Zikmund III. Vasa
- Uherské království – Rudolf II.
- Osmanská říše – Mehmed III.
- Perská říše – Abbás I. Veliký